# NGC 5849
NGC 5849 (другие обозначения — MCG -2-38-35, NPM1G -14.0559, PGC 53962) — линзообразная галактика (S0) в созвездии Весы.
Этот объект входит в число перечисленных в оригинальной редакции «Нового общего каталога».